# 万律
万律（Westlaw）是一个法律信息檢索平台（數據庫）。Westlaw平台內有40,000多个判例、成文法、美國州和联邦法规、行政法规、报纸和杂志文章、法學期刊、法學專著、论文、法院卷宗和其他各種信息资源。West的主要竞争对手是律商联讯。 

## 历史
Westlaw由West Publishing 于1975年創辦。 
1980年代中期，Westlaw起诉律商联讯侵犯其版权。  律商联讯被美国明尼苏达联邦地区法院判決律商联讯敗訴。而後律商联讯的上诉被美国联邦第八巡回上诉法院。之後律商联讯每年要向Westlaw支付50,000 美元。